# Olympische Sommerspiele 2012/Trampolinturnen – Frauen
Das Trampolinturnen der Frauen bei den Olympischen Spielen 2012 in London wurde am 4. August 2012 in der North Greenwich Arena ausgetragen. Es traten 16 Athletinnen an.
Der Wettbewerb bestand aus einer Qualifikationsrunde und dem Finale. Jede Turnerin absolvierte zwei Übungen, eine Pflicht und eine Kür, deren Wertungen zur Gesamtpunktzahl zusammenaddiert wurden. Die acht besten Turnerinnen der Qualifikation traten am gleichen Tag im Finale an. Hier wurde eine Übung geturnt, die nach Schwierigkeit, Ausführung und Flugphase bewertet wurde.

## Qualifikation
| Platz | Turnerin            | Nation             | Pflicht | Kür    | Strafpunkte | Gesamt  |
| ----- | ------------------- | ------------------ | ------- | ------ | ----------- | ------- |
| 1     | He Wenna            | China              | 48,860  | 56,640 |             | 105,500 |
| 2     | Huang Shanshan      | China              | 48,499  | 56,260 |             | 104,759 |
| 3     | Tazzjana Pjatrenja  | Belarus            | 48,785  | 55,970 |             | 104,755 |
| 4     | Rosannagh MacLennan | Kanada             | 48,230  | 56,220 |             | 104,450 |
| 5     | Karen Cockburn      | Kanada             | 47,900  | 56,045 |             | 103,945 |
| 6     | Luba Golowina       | Georgien           | 47,805  | 53,935 |             | 101,740 |
| 7     | Savannah Vinsant    | Vereinigte Staaten | 46,400  | 54,955 |             | 101,355 |
| 8     | Wiktorija Woronina  | Russland           | 47,150  | 53,845 |             | 100,995 |
| 9     | Kat Driscoll        | Großbritannien     | 46,335  | 54,650 |             | 100,985 |
| 10    | Anna Dogonadze      | Deutschland        | 46,540  | 53,830 |             | 100,370 |
| 11    | Ana Rente           | Portugal           | 47,265  | 53,010 |             | 100,275 |
| 12    | Yekaterina Xilko    | Usbekistan         | 47,240  | 52,050 |             | 99,290  |
| 13    | Andrea Lenders      | Niederlande        | 46,270  | 51,845 |             | 98,115  |
| 14    | Ayano Kishi         | Japan              | 45,745  | 52,240 |             | 97,985  |
| 15    | Zita Frydrychová    | Tschechien         | 44,345  | 32,215 |             | 76,560  |
| 16    | Maryna Kyjko        | Ukraine            | 41,940  | 31,520 |             | 73,460  |

## Finale
| Platz | Turnerin            | Nation             | Schwierigkeit | Ausführung | Flugphase | Strafpunkte | Gesamt |
| ----- | ------------------- | ------------------ | ------------- | ---------- | --------- | ----------- | ------ |
| 1     | Rosannagh MacLennan | Kanada             | 15,400        | 25,600     | 16,305    |             | 57,305 |
| 2     | Huang Shanshan      | China              | 15,000        | 25,400     | 16,330    |             | 56,730 |
| 3     | He Wenna            | China              | 14,800        | 24,800     | 16,350    |             | 55,950 |
| 4     | Karen Cockburn      | Kanada             | 14,800        | 25,000     | 16,060    |             | 55,860 |
| 5     | Tazzjana Pjatrenja  | Belarus            | 14,400        | 25,200     | 16,070    |             | 55,670 |
| 6     | Savannah Vinsant    | Vereinigte Staaten | 14,500        | 24,400     | 16,065    |             | 54,965 |
| 7     | Luba Golowina       | Georgien           | 14,400        | 23,100     | 15,425    |             | 52,925 |
| 8     | Wiktorija Woronina  | Russland           | 6,100         | 9,200      | 6,615     |             | 21,915 |

Anna Dogonadze, Olympiasiegerin von 2004, war mit 39 Jahren die älteste Teilnehmerin.

Bei allen vier bisher veranstalteten Trampolinwettkämpfen gewann eine Kanadierin eine Medaille. Karen Cockburn gewann 2000 Bronze und 2004 und 2008 jeweils Silber.

## Bildergalerie

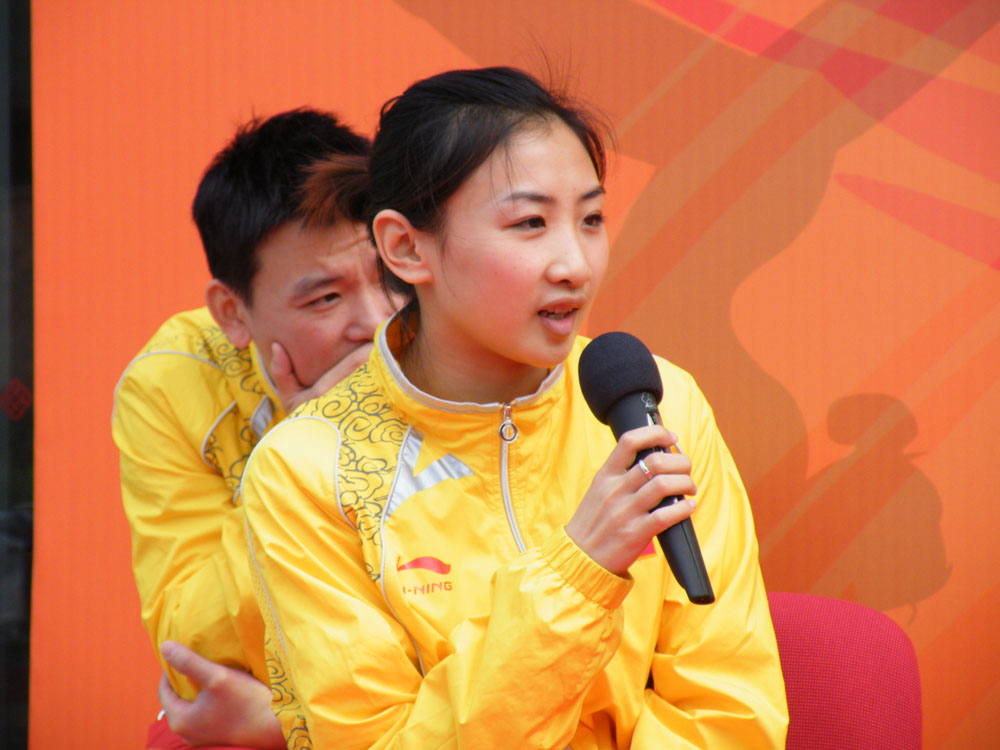
He Wenna (CHN) gewinnt Bronze
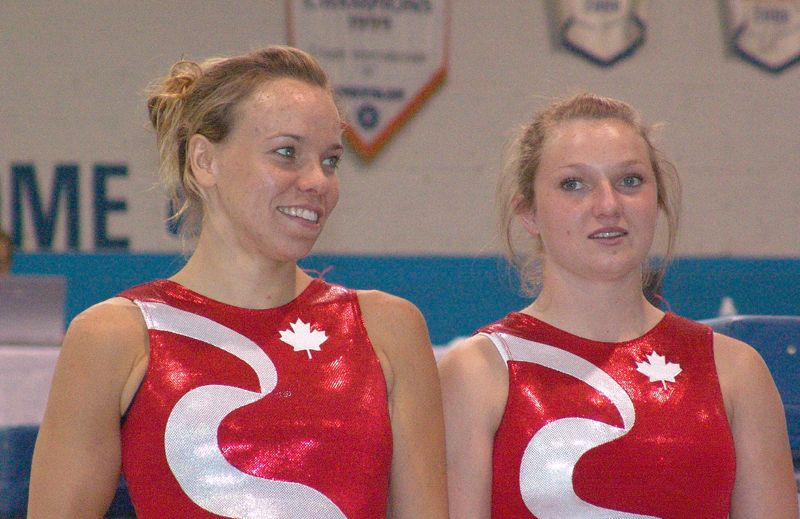
Olympiasiegerin Rosannagh McLennan (rechts) und die Viertplatzierte Karen Cockburn (CAN)
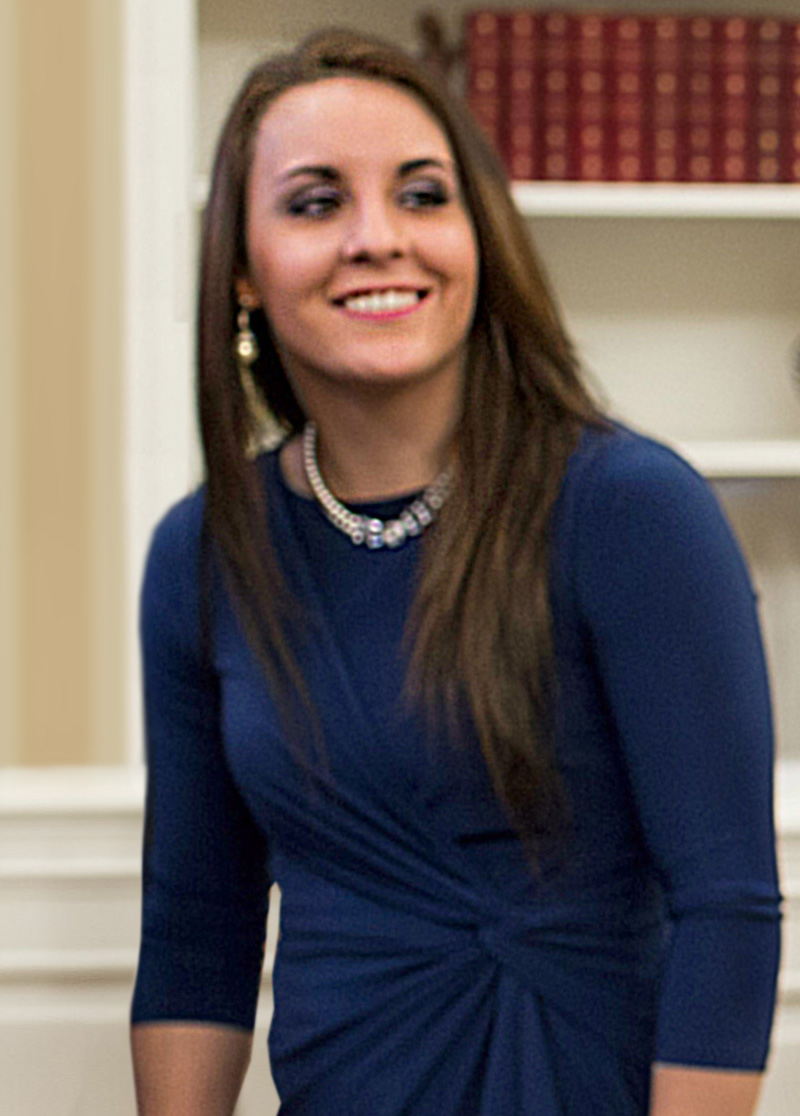
Savannah Vinsant (USA) wird Sechste
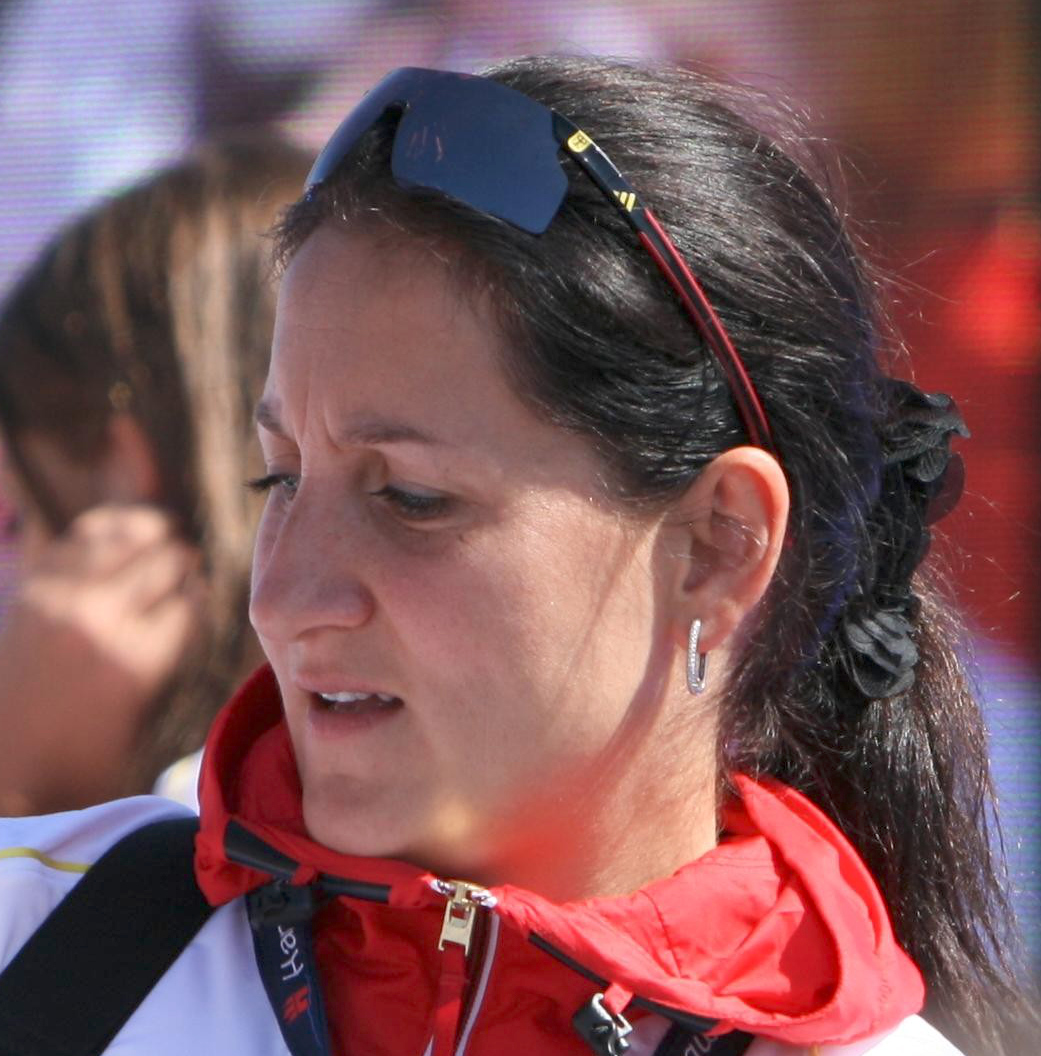
Anna Dogonadze (GER) scheitert in der Qualifikation